# Campeonato Europeu de Atletismo em Pista Coberta de 2017 - 60 m com barreiras masculino
A prova dos 60 metros com barreiras masculino do Campeonato Europeu de Atletismo em Pista Coberta de 2017 foi disputada no dia 3 de março de 2017 na Arena Kombank em Belgrado,  na Sérvia. 

## Recordes
Antes desta competição, os recordes mundiais e do campeonato nesta prova eram os seguintes:
|                       | Nome          | Nacionalidade | Tempo | Local        | Data                |
| --------------------- | ------------- | ------------- | ----- | ------------ | ------------------- |
| Recorde mundial       | Colin Jackson | Reino Unido   | 7s 30 | Sindelfingen | 6 de março de 1994  |
| Recorde do campeonato | Colin Jackson | Reino Unido   | 7s 39 | Paris        | 12 de março de 1994 |
| Recorde europeu       | Colin Jackson | Reino Unido   | 7s 30 | Sindelfingen | 6 de março de 1994  |

## Medalhistas
| Ouro               | Prata                         | Bronze             |
| Andrew Pozzi (GBR) | Pascal Martinot-Lagarde (FRA) | Petr Svoboda (CZE) |

## Cronograma
Todos os horários são locais (UTC+2).
| Data       | Hora  | Evento  |
| ---------- | ----- | ------- |
| 3 de março | 16:45 | Bateria |
| 3 de março | 20:10 | Final   |

## Resultados

### Bateria
Qualificação: 2 atletas de cada bateria  (Q) mais os 2 melhores qualificados (q). 
| Posição | Bateria | Atleta                  | Nacionalidade | Tempo | Notas                |
| ------- | ------- | ----------------------- | ------------- | ----- | -------------------- |
| 1       | 1       | Andrew Pozzi            | Reino Unido   | 7.52  | Q                    |
| 2       | 2       | Milan Trajkovic         | Chipre        | 7.56  | Q,                   |
| 2       | 1       | Aurel Manga             | França        | 7.56  | Q                    |
| 4       | 2       | Orlando Ortega          | Espanha       | 7.59  | Q                    |
| 4       | 1       | Petr Svoboda            | Chéquia       | 7.59  | q                    |
| 6       | 3       | Pascal Martinot-Lagarde | França        | 7.61  | Q                    |
| 7       | 2       | Garfield Darien         | França        | 7.65  | q                    |
| 8       | 2       | Damian Czykier          | Polónia       | 7.65  | Recorde pessoal      |
| 9       | 2       | Erik Balnuweit          | Alemanha      | 7.67  |                      |
| 10      | 3       | Andreas Martinsen       | Dinamarca     | 7.68  | Q,                   |
| 11      | 2       | David King              | Reino Unido   | 7.70  |                      |
| 12      | 3       | David Omoregie          | Reino Unido   | 7.71  |                      |
| 13      | 1       | Maximilian Bayer        | Alemanha      | 7.73  |                      |
| 14      | 3       | Alexander Brorsson      | Suécia        | 7.78  |                      |
| 14      | 1       | Hassane Fofana          | Itália        | 7.78  |                      |
| 14      | 2       | Elmo Lakka              | Finlândia     | 7.78  | Recorde da temporada |
| 17      | 1       | Ben Reynolds            | Irlanda       | 7.81  |                      |
| 18      | 3       | Serhiy Kopanayko        | Ucrânia       | 7.95  |                      |
| 19      | 3       | Cosmin Ilie Dumitrache  | Roménia       | 8.00  |                      |
| 20      | 3       | Yidiel Contreras        | Espanha       | 8.04  |                      |
| 21      | 2       | Balázs Baji             | Hungria       | DSQ   | R162.7               |
| 21      | 1       | Vitali Parakhonka       | Bielorrússia  | DSQ   | R162.7               |
| 21      | 1       | Artem Shamatryn         | Ucrânia       | DSQ   | R162.7               |
| 22      | 3       | Valdó Szucs             | Hungria       | DNS   |                      |

### Final
A final aconteceu às 20:10 no dia 3 de março de 2017. 
| Posição           | Raia | Atleta                  | Nacionalidade | Tempo | Notas                |
| ----------------- | ---- | ----------------------- | ------------- | ----- | -------------------- |
| Medalha de ouro   | 5    | Andy Pozzi              | Reino Unido   | 7.51  |                      |
| Medalha de prata  | 4    | Pascal Martinot-Lagarde | França        | 7.52  |                      |
| Medalha de bronze | 1    | Petr Svoboda            | Chéquia       | 7.53  | Recorde da temporada |
| 4                 | 2    | Garfield Darien         | França        | 7.54  |                      |
| 5                 | 6    | Aurel Manga             | França        | 7.58  |                      |
| 6                 | 3    | Milan Trajkovic         | Chipre        | 7.60  |                      |
| 7                 | 7    | Orlando Ortega          | Espanha       | 7.64  |                      |
| 8                 | 8    | Andreas Martinsen       | Dinamarca     | 7.68  | Recorde nacional     |

Legenda
| Recorde mundial       | Recorde mundial (World record)               |                       | Recorde africano                      | Recorde africano (African) |                                           | Q | Classificado por posição (Qualified) |
| Recorde do campeonato | Recorde do campeonato (Championship record)  | Recorde da América    | Recorde da América (Americas)         | q                          | Classificado por melhor tempo (Qualified) |   |                                      |
| Melhor marca do ano   | Melhor marca do ano (World leading)          | Recorde asiático      | Recorde asiático (Asian)              | DNS                        | Não largou (Did not start)                |   |                                      |
| Recorde nacional      | Recorde nacional (National record)           | Recorde europeu       | Recorde europeu (European)            | DNF                        | Não terminou (Did not finish)             |   |                                      |
| Recorde pessoal       | Recorde pessoal do atleta (Personal best)    | Recorde da Oceania    | Recorde da Oceania (Oceania)          | DSQ / DQ                   | Desclassificado (Disqualified)            |   |                                      |
| Recorde da temporada  | Recorde da temporada do atleta (Season best) | Recorde sul-americano | Recorde sul-americano (South America) | NM                         | Sem marca (No mark)                       |   |                                      |